# Seydlitz (Schiff, 1913)

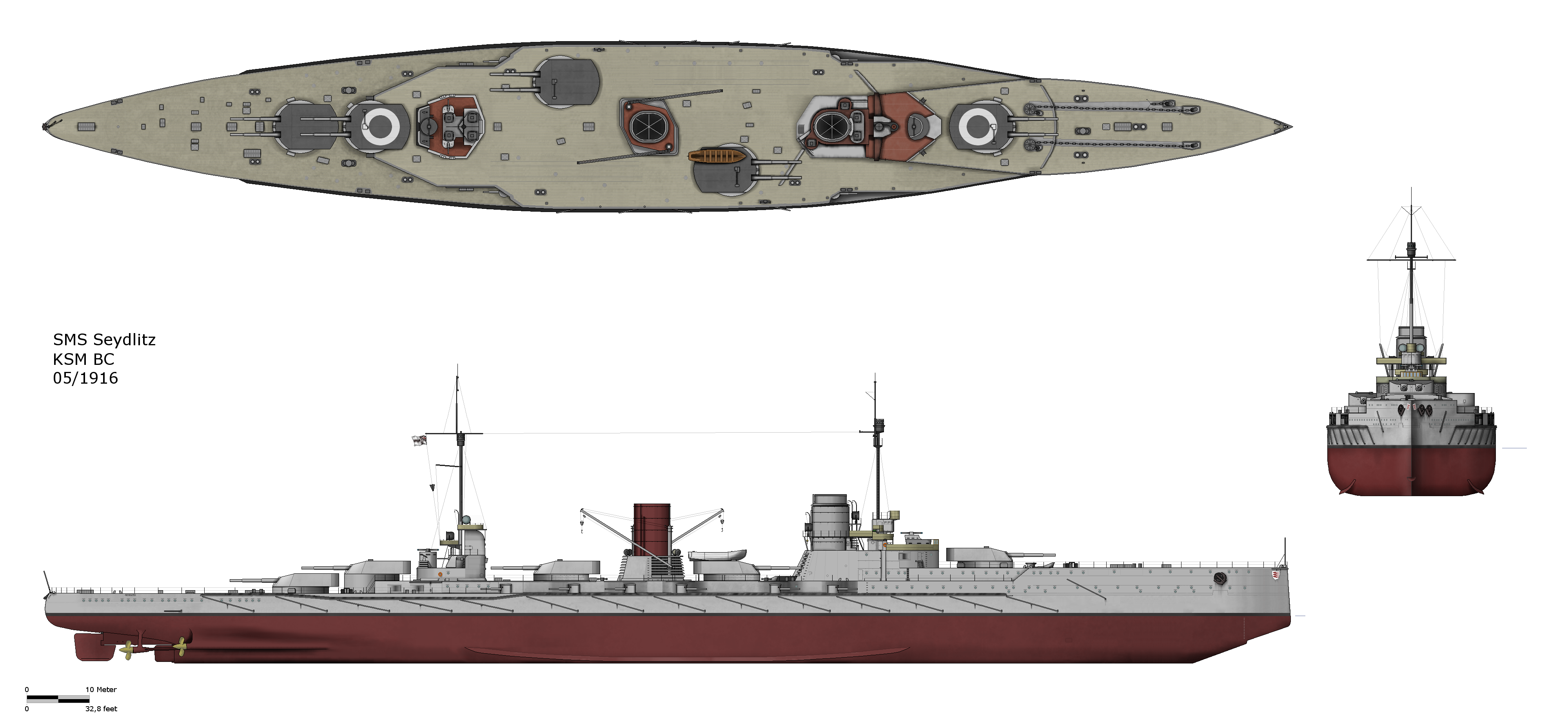
Farbzeichnung der Seydlitz

Die Seydlitz war ein Großer Kreuzer (Schlachtkreuzer) der deutschen Kaiserlichen Marine. Das Schiff war nach dem preußischen General Friedrich Wilhelm von Seydlitz benannt.

## Konstruktion
Die Seydlitz war ein Einzelschiff und hatte keine Schwesterschiffe. Sie war äußerlich von der Anordnung und Kaliberstärke der schweren Artillerie her eine Kopie ihrer beiden Vorgänger der Moltke-Klasse. Das Schiff unterschied sich im Aussehen von der Vorgängerklasse dadurch, dass es im Vorschiffbereich ein Deck höher gebaut war, um dadurch ein Überspülen bei hoher See zu verhindern. Daher gliederte sich das Schiff vom Bug bis zum Heck über drei Ebenen.
Weniger auffällig war die um einen Knoten erhöhte Geschwindigkeit, wofür die Maschinenanlage auf eine Konstruktionsleistung von 63.000 PS für 26,5 kn Fahrt verstärkt wurde. Erreicht wurden bei den Probefahrten 89.738 PS. In der Literatur schwanken die Angaben zur dabei erzielten Höchstgeschwindigkeit zwischen 28,1 und 29,1 kn (Breyer, 1970). Zudem waren die Stärken der Panzerung und deren Ausdehnung wesentlich erweitert worden. Die letzteren Maßnahmen schlugen sich auch in den Beschaffungskosten nieder, die um über zwei Millionen Goldmark höher lagen als bei den zuvor gebauten Schiffen.
Die Nachfolgeschiffe der Derfflinger-Klasse waren eine Neukonstruktion, deren Hauptartillerie in Mittschiffslinie aufgestellt und mit 30,5-cm-Geschützen ausgerüstet wurde. Ferner waren die Nachfolgeschiffe bei gleicher Breite deutlich länger. Sie besaßen folglich einen schlankeren Rumpf und eine Glattdeckbauweise. Überkommendes Seewasser sollte weniger durch die Höhe des Vorstevens als durch das verlängerte Vorschiff und die Neukonstruktion der Bugform verhindert werden.

## Geschichte

### Erster Weltkrieg
Bei ihren ersten Kriegseinsätzen beschoss die Seydlitz am 3. November 1914 Great Yarmouth und nahm am 16. Dezember 1914 am Raid auf Scarborough, Hartlepool und Whitby teil. Beim zweiten Einsatz erhielt sie drei Treffer durch Landbatterien.

#### Gefecht auf der Doggerbank
In der Doggerbankschlacht, am 24. Januar 1915, war sie Flaggschiff des Befehlshaber der Aufklärungsschiffe der Hochseeflotte, Vizeadmiral Franz Hipper. Der als letztes Schiff in der deutschen Kiellinie fahrende Große Kreuzer Blücher wurde dabei versenkt und die Seydlitz erhielt von der Lion einen schweren Treffer in den achteren Geschützturm „D“, der einen Kartuschenbrand verursachte. Fast die gesamte Besatzung dieses und des unmittelbar davor gelegenen Turmes „C“ verlor dabei ihr Leben (165 Mann). Dass der Turm „C“ mitbetroffen war, war dem Umstand geschuldet, dass sich Teile der Turmbesatzung von Turm „D“ in den Nachbarturm retten wollten und dazu eine absperrende Doppeltür im Turmunterbau öffneten. Die Folge war das Überspringen der Flammen und das Ausbrennen auch des zweiten Turmes. Nur durch rasches Fluten der achteren Munitionskammern konnte eine Explosion der Treibladungen und damit die völlige Zerstörung des Schiffes vermieden werden. Um dies zu bewerkstelligen, drang der zuständige Pumpenmeister Wilhelm Heidkamp in die schon vollgequalmte Abteilung III vor und öffnete mit seinen Händen die bereits rotglühenden Flutventile. Am zweiten Ventil brach er besinnungslos zusammen, doch der nachfolgend eingetroffene Feuerwerker Franz Müller brachte das Rettungswerk erfolgreich zu Ende. Beide Männer zogen sich schwerste Verbrennungen an den Händen sowie eine Rauchgasvergiftung zu; für ihre Tat bekamen sie das Eiserne Kreuz zweiter Klasse verliehen. In der offiziellen Begründung hieß es für beide gleichlautend: „Ist unter hoher eigener Lebensgefahr in das gasverseuchte und qualmerfüllte Zwischendeck eingedrungen, um die brennende Munitionskammer unter Wasser zu setzen. Hat sich dabei an den glühenden Handrädern Brandwunden an beiden Händen zugezogen.“ Die Kriegsmarine taufte später einen ihrer Zerstörer auf den Namen Wilhelm Heidkamp.
Die Umstände des Ausbrennens beider Türme der Seydlitz hatten weitreichende interne Folgen: Eine genaue Untersuchung des Trefferschadens förderte konstruktive und verfahrenstechnische Schwachstellen an deutschen Kriegsschiffen zutage, die anschließend im Rahmen eines 8-Punkte-Programms weitgehend beseitigt werden konnten; in der Folge kam es auf deutschen Großkampfschiffen nicht mehr vor, dass ein einzelner Treffer das Schiff an den Rand eines Totalverlustes brachte (wohingegen drei britische Schlachtkreuzer – Indefatigable, Queen Mary und Invincible – während der Skagerrakschlacht nach vergleichbaren Treffern explodierten und Tausende von Seeleuten mit in den Tod rissen).

#### Beschießung von Lowestoft und Great Yarmouth
Am Mittag des 24. April 1916 lief die Seydlitz als Flaggschiff eines Verbandes von Konteradmiral Friedrich Boedicker an die englische Ostküste zur Beschießung von Lowestoft und Great Yarmouth aus. Bereits gegen 16 Uhr wurde sie auf der Höhe von Norderney von einer Seemine getroffen und schwer beschädigt, elf Besatzungsmitglieder kamen ums Leben. Während Boedicker auf die Lützow umstieg und das Unternehmen fortsetzte, kehrte die Seydlitz in Begleitung von zwei Torpedobooten und dem Luftschiff L 7 nach Wilhelmshaven zurück, wo sie bis zum 29. Mai repariert wurde.

#### Skagerrakschlacht
Am 31. Mai 1916 nahm die Seydlitz als zweites Schiff in Hippers 1. Aufklärungsgruppe an der Skagerrakschlacht teil. Hierbei konnte sie zusammen mit der Derfflinger den britischen Schlachtkreuzer Queen Mary versenken. In der Schlacht erhielt die Seydlitz 21 schwere Treffer sowie zwei Treffer mittleren Kalibers und außerdem einen Torpedotreffer im Vorschiff. Mit ca. 5.300 t Wasser an Bord und schwer beschädigt konnte sie am 1. Juni 1916 nur unter großen Schwierigkeiten nach Wilhelmshaven zurückkehren. Dabei musste zeitweise sogar rückwärts gefahren werden, weil das Vorschiff bereits so weit unter Wasser lag, dass das Deck überspült wurde.

### Scapa Flow
Gemäß den Waffenstillstandsbedingungen musste sich der größte Teil der deutschen Hochseeflotte von den Alliierten internieren lassen. Am 19. November 1918 wurde das Schiff mit dem deutschen Internierungsverband in den britischen Flottenstützpunkt Scapa Flow verlegt. Als die Siegermächte im Friedensvertrag von Versailles die endgültige Auslieferung der Flotte verlangten, wurde die Selbstversenkung der Kaiserlichen Hochseeflotte in Scapa Flow entschieden, um sie nicht in Besitz der Gegner fallen zu lassen. Die Besatzung der Seydlitz versenkte das Schiff am 21. Juni 1919 durch Öffnen der Seeventile. Es kenterte nach Steuerbord, wobei der Rumpf wegen der geringen Tiefe teilweise über Wasser blieb.

## Verbleib
Das Wrack wurde im November 1928 gehoben und bis 1930 in Rosyth verschrottet. Ein in der Skagerrakschlacht beschädigtes Geschützrohr der Seydlitz wurde nach dem Ersten Weltkrieg vor der Wilhelmshavener Garnisonkirche aufgestellt. Heute befindet es sich im Deutschen Marinemuseum. Die Schiffsglocke wird im Marine-Ehrenmal Laboe verwahrt.

## Kommandanten
- Kapitän zur See Moritz von Egidy: von Mai 1913 bis Oktober 1917
- Kapitän zur See Wilhelm Tägert: Oktober/November 1917 in Vertretung
- Kapitän zur See Wilhelm Tägert: von November 1917 bis Dezember 1918
- Kapitänleutnant Otto Brauer: Internierungskommandant

## Bilder

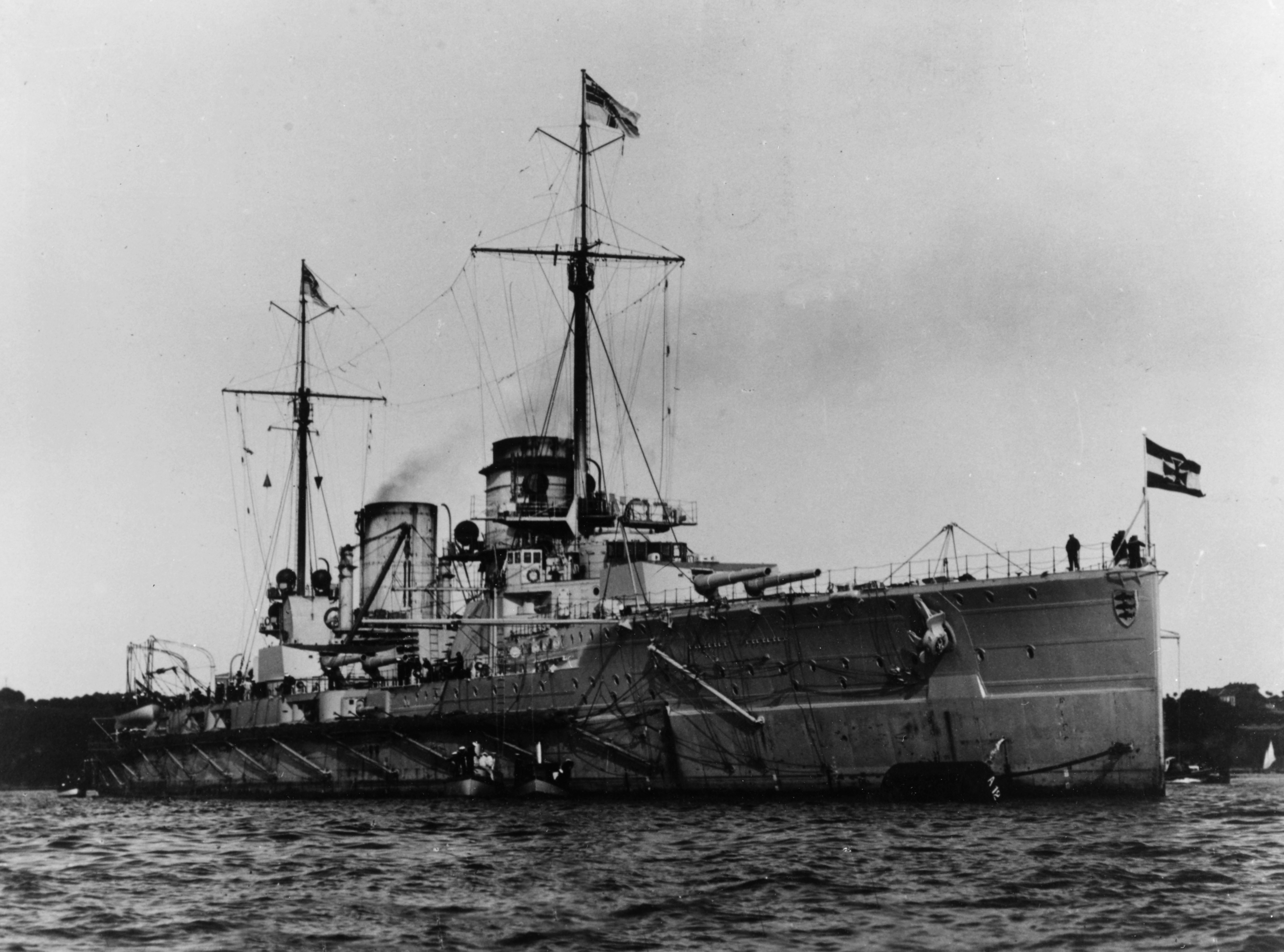
Seydlitz vor dem Kriegsausbruch mit eingerollten Torpedoschutznetzen an der Seite
Die Türme „C“ und „D“ der Seydlitz
Nach der Doggerbankschlacht: Der verhängnisvolle Treffer am Barbettenpanzer von Geschützturm „D“
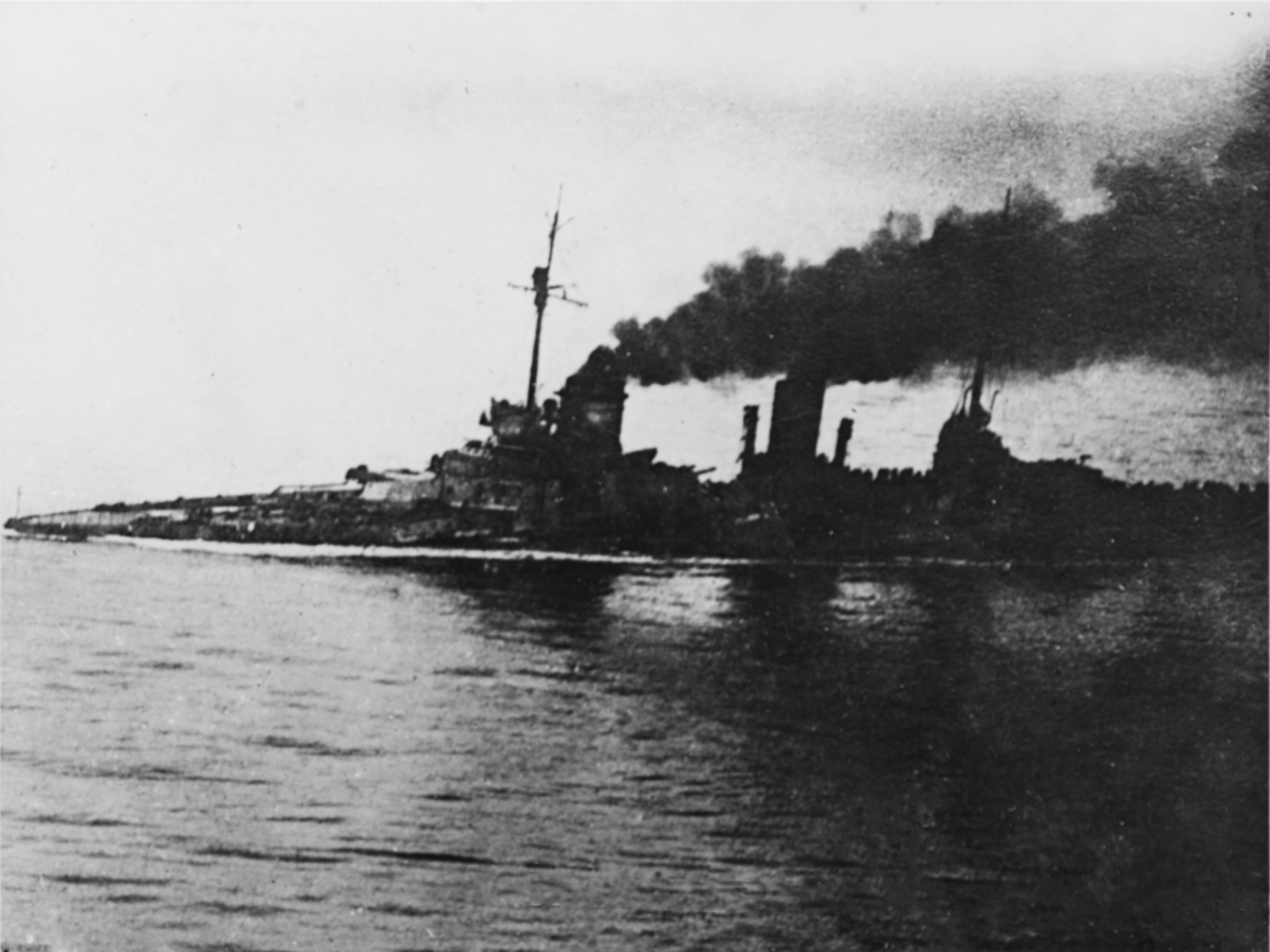
Seydlitz dampft schwer beschädigt aus der Skagerrakschlacht zurück
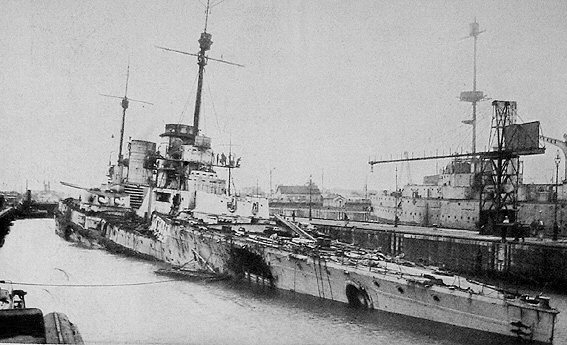
Schwer beschädigt nach der Skagerrakschlacht
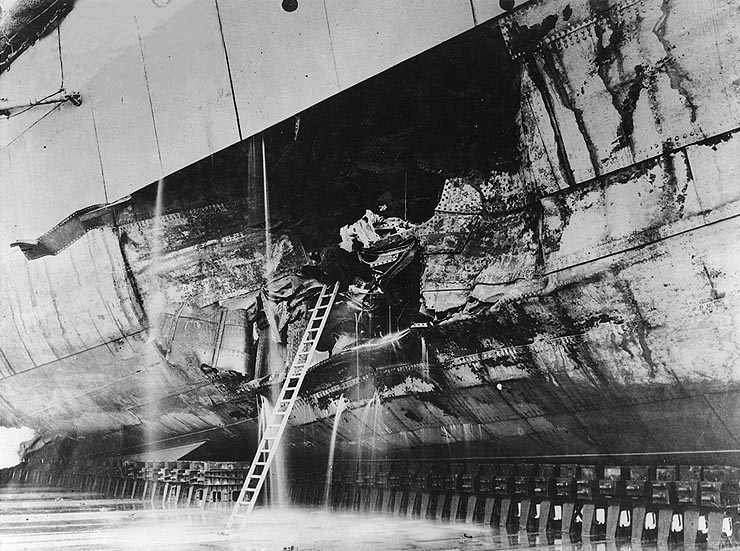
Torpedoschaden im Trockendock
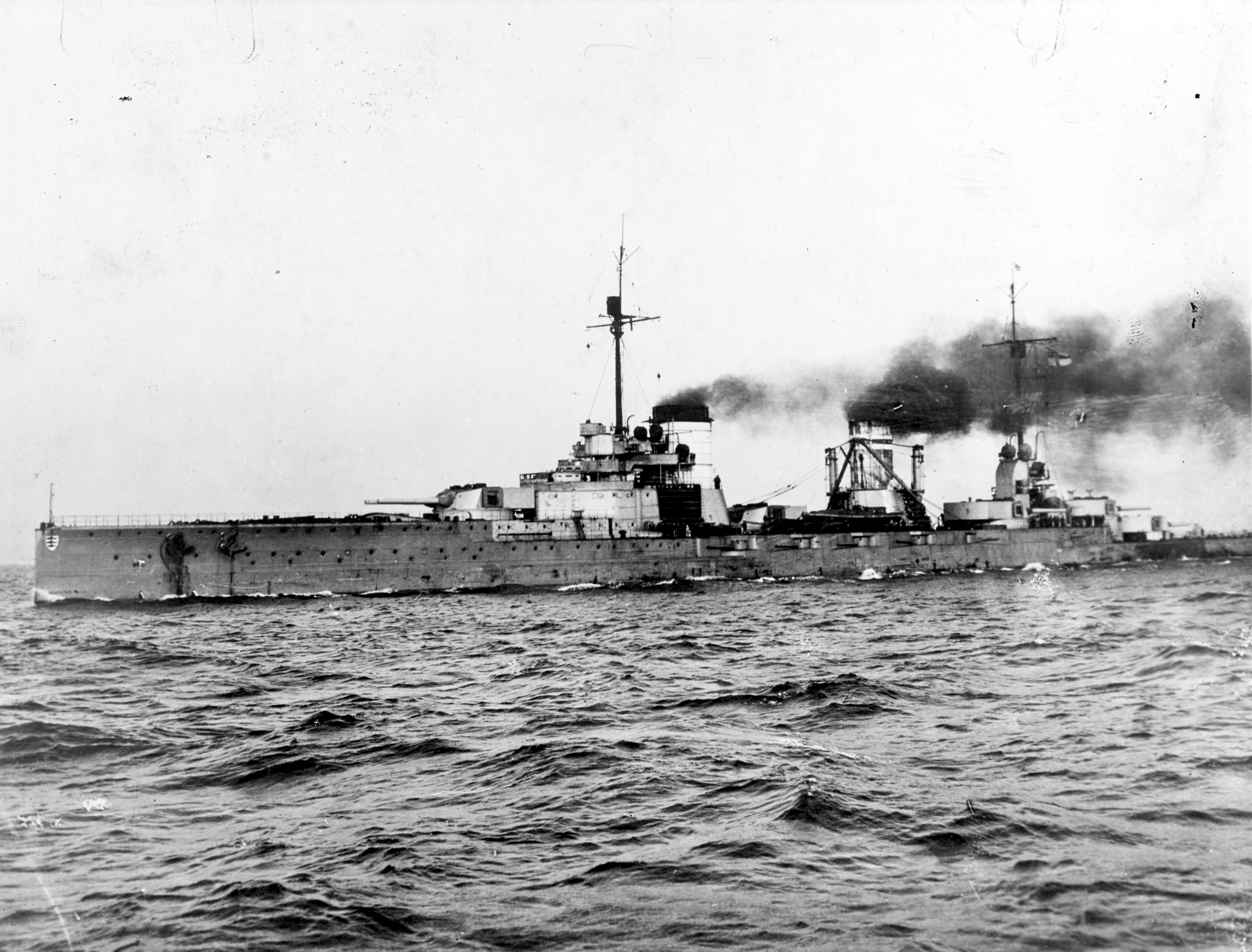
Seydlitz auf dem Weg nach Scapa Flow
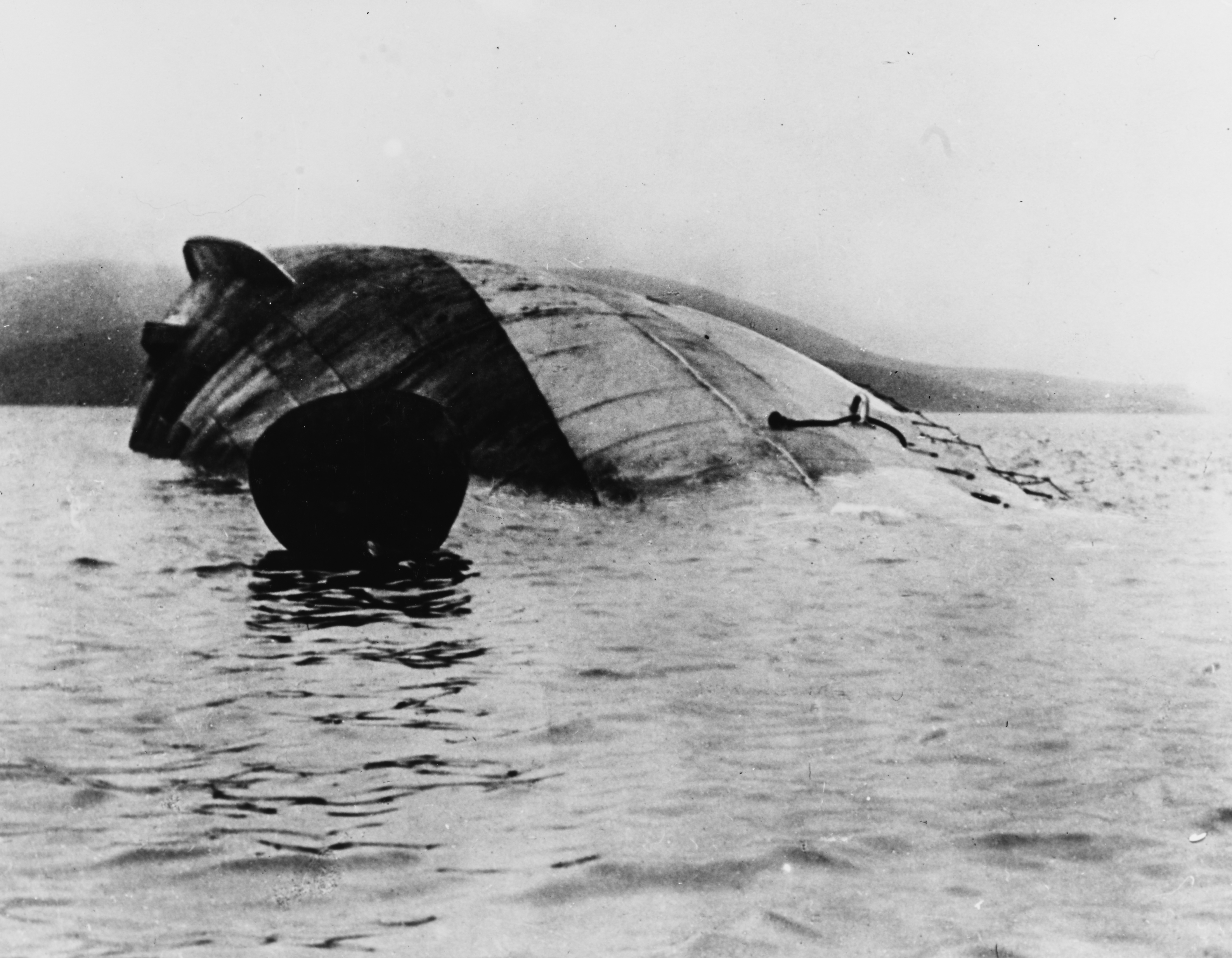
Seydlitz im gesunkenen Zustand in Scapa Flow
Heimkehr der Restbesatzung der Seydlitz aus Scapa Flow 1920. Der Pfeil weist auf Wilhelm Heidkamp, der das Schiff 1915 vor dem Untergang bewahrt hatte.
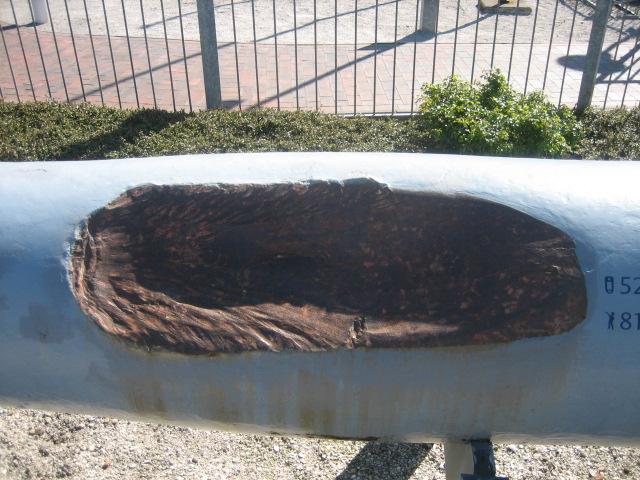
Das während der Skagerrakschlacht beschädigte 28-cm-Geschützrohr der Seydlitz als Denkmal
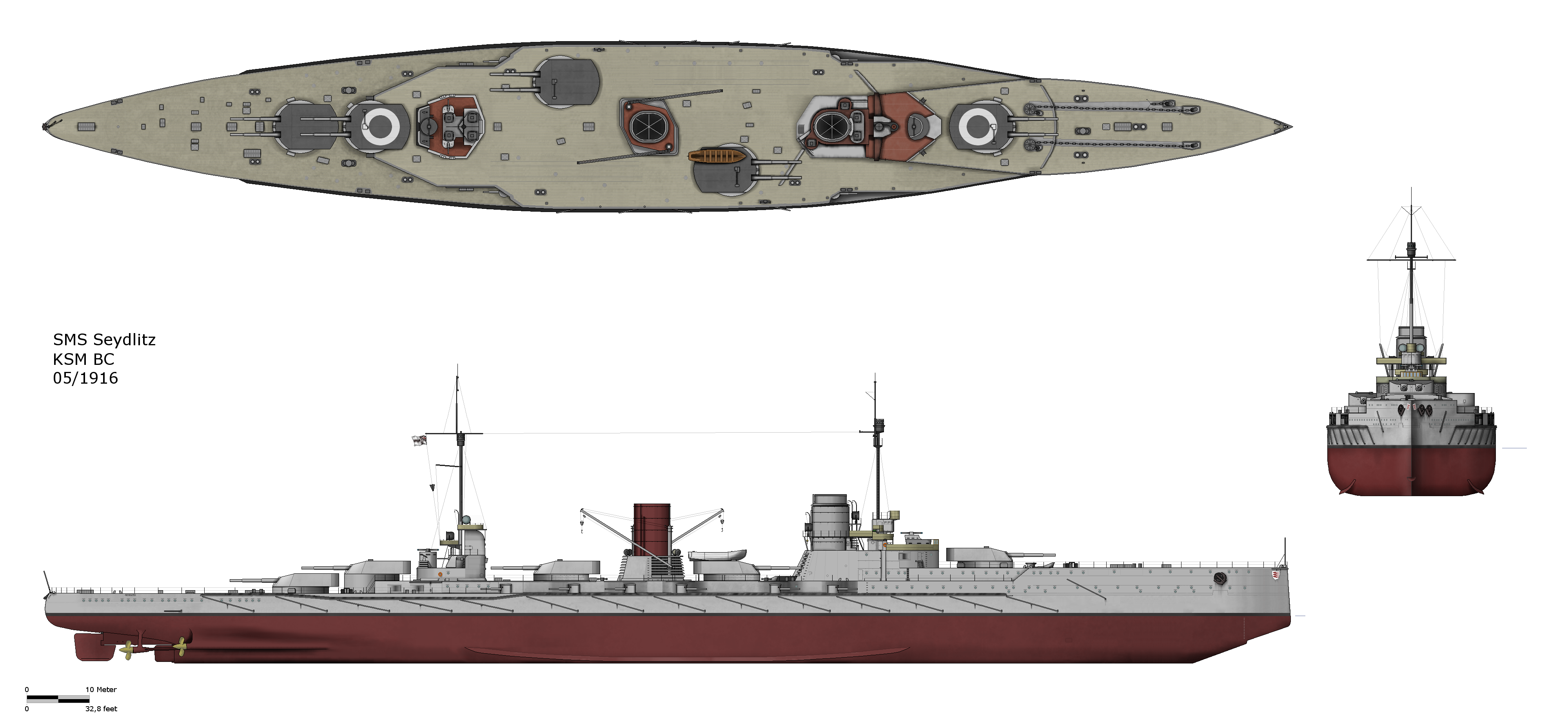
Schlachtkreuzer Seydlitz 1916